# Campeonato Europeu de Patinação Artística no Gelo de 1909
O Campeonato Europeu de Patinação Artística no Gelo de 1909 foi a décima quinta edição do Campeonato Europeu de Patinação Artística no Gelo, um evento anual de patinação artística no gelo organizado pela União Internacional de Patinação (em inglês:  International Skating Union) onde os patinadores artísticos competem pelo título de campeão europeu. A competição foi disputada entre os dias 23 de janeiro e 24 de janeiro, na cidade de Budapeste, Hungria.

## Eventos
- Individual masculino

## Medalhistas
| Evento                        | Ouro                    | Prata                    | Bronze              |
| Individual masculino detalhes | Ulrich Salchow · Suécia | Gilbert Fuchs · Alemanha | Per Thorén · Suécia |

## Resultados

### Individual masculino
| Pos.              | Nome           | Nacionalidade |
| ----------------- | -------------- | ------------- |
| Medalha de ouro   | Ulrich Salchow | Suécia        |
| Medalha de prata  | Gilbert Fuchs  | Alemanha      |
| Medalha de bronze | Per Thorén     | Suécia        |
| 4                 | Karl Ollo      | Rússia        |
| 5                 | Sándor Urbáry  | Hungria       |

## Quadro de medalhas
| Ordem | País     | Medalha de ouro | Medalha de prata | Medalha de bronze |   | Ordem por total |
| ----- | -------- | --------------- | ---------------- | ----------------- | - | --------------- |
| 1     | Suécia   | 1               |                  | 1                 | 2 | 1               |
| 2     | Alemanha |                 | 1                |                   | 1 | 2               |
| TOTAL | TOTAL    | 1               | 1                | 1                 | 3 | —               |